# Самуель Шмід
Самуель Шмід (нім. Samuel Schmid; нар. 8 січня 1947, Рюті-бай-Бюрен, кантон Берн, Швейцарія) — швейцарський державний і політичний діяч.
Член Федерального ради Швейцарії, начальник департаменту оборони і спорту в 2000-2008. Віцепрезидент Швейцарії в 2004. Президент Швейцарії в 2005.

## Начальник військового відомства
Діяльність Шміда на посту начальника військового відомства склалася невдало. Зокрема, йому не вдалося провести через парламент програму переозброєння армії. Також великої шкоди його репутації принесло призначення керівником збройними силами Швейцарії Роланда Нефа, якого звинуватили в негідній такого високого поста поведінці.
Шмід був обраний до Федеральної ради, будучи членом консервативної Швейцарської народної партії, але згодом після обрання був змушений покинути свою партію і перейти в недавно створену на основі її поміркованого крила Консервативно-демократичну партію.

## Відставка
Вийшов у відставку з поста члена Федеральної ради під натиском як ліберальних сил, що звинувачували його в недостатньо радикальному проєкті військової реформи, так і консерваторів зі Швейцарської народної партії, які втратили з виходом Шміда з партії своє місце у Федеральній раді. Сам Шмід заявив, що йде з поста за станом здоров'я і з причини любові до армії, яка може постраждати від занадто різких реформ. На звільнене після відставки Шміда місце у Федеральній раді претендував Крістоф Блохер, однак зазнав поразки завдяки своїй репутації націоналіста.